# Abanda, Alabama
Abanda este un loc desemnat de recensământ și o comunitate necorporată din comitatul Chambers, Alabama, Statele Unite. Populația sa era de 192 de locuitori la recensământul din 2010.

## Istorie
Abanda a fost fondată când Atlanta, Birmingham și Atlantic Railroad (ABandA) s-au extins până în acel moment. Un birou poștal a fost înființat în Abanda în 1908 și a rămas în funcțiune până când a fost desființat în 1956.

## Demografie
Abanda a apărut pentru prima dată în recensământul SUA din 2010 ca un loc desemnat pentru recensământ (CDP). În acel an, avea 192 de locuitori.

## Economie
Venitul mediu al gospodăriei în Abanda este de 13.864 dolari, ceea ce înseamnă că este mai mic decât venitul mediu al Statelor Unite ale Americii de 53.046 dolari. De asemenea, în comparație cu statul Alabama, cu venituri medii de 43.160 dolari, Abanda este de aproximativ o treime din această mărime.